# Joe Roman
Joe Roman (* 26. September 1942 in Chicago) ist ein US-amerikanischer American-Football-Trainer.

## Laufbahn
Roman, Sohn eines Ringer-Trainers, studierte von 1965 bis 1969 Körpererziehung an der Moorhead State University. 1969 und 1970 gehörte er dem Trainerstab der Footballmannschaft der South Moorhead Junior High School (US-Bundesstaat Minnesota) an, 1970 und 1971 war er als Assistenztrainer an der Wayne State University tätig und betreute unter anderem die Linebacker.
Roman, der hauptberuflich zwischen 1971 und 1998 als Lehrer und Footballtrainer an der Lake Park High School (Bundesstaat Illinois) arbeitete, war ab 1975 gleichzeitig als Defensive Coordinator für die Hochschulmannschaft des College of DuPage tätig und arbeitete bis 1996 für die Mannschaft. Zwischen 1993 und 1995 war er daran beteiligt, DuPage zu einer Serie von 36 Siegen in Folge zu führen. 2025 wurde Roman in die Ruhmeshalle des College of DuPage aufgenommen.
1998 und 1999 gehörte er zum Trainerstab des Mesa Community College in Arizona und war dort für die Linebacker verantwortlich.
Ab der 2000er Saison arbeitete Roman als Defensive Coordinator für die Hannover Musketeers in Deutschland. Von 2000 bis 2003 war er jeweils nach dem Saisonende in Hannover wieder in den Vereinigten Staaten tätig und gehörte zum Trainerstab des Joliet Junior College in Illinois. 2002 gewann er mit Joliet den Meistertitel im Hochschulverband NJCAA (National Junior College Athletic Association) und wurde im selben Jahr von der Zeitschrift „American Football Monthly Magazine“ als Defensive Coordinator des Jahres in der NJCAA ausgezeichnet.
In der 2004er Saison arbeitete der US-Amerikaner als Defensive Coordinator für die Danube Dragons in der österreichischen AFL. Zur Spielzeit 2005 wechselte er als Cheftrainer zu den Hamburg Blue Devils in die höchste deutsche Spielklasse GFL. Im September 2005 führte er die Hamburger ins GFL-Endspiel, den German Bowl, verlor dort mit seiner Mannschaft gegen Braunschweig aber mit 28:31. Ende September 2008 trat er von seinem Amt als Hamburger Cheftrainer zurück, nachdem die Teufel zuvor erstmals seit acht Jahren die GFL-Meisterrunde verpasst hatten.
Zur Saison 2009 wurde er Cheftrainer der Hohenems Blue Devils in Österreich. In den Jahren 2010 und 2011 arbeitete Roman als Cheftrainer der Marburg Mercenaries in der GFL und führte die Hessen zweimals ins Halbfinale um die deutsche Meisterschaft. 2012 wechselte er als Defensive Coordinator zu den Kiel Baltic Hurricanes, mit denen er in seinem ersten Amtsjahr deutscher Vizemeister wurde. Nach seiner dreijährigen Kieler Zeit heuerte Roman zur 2015er als Cheftrainer bei den Hildesheim Invaders an und führte die Mannschaft im ersten Jahr zum Aufstieg in die GFL. Er arbeitete bis Ende August 2017 in Hildesheim.
Zur Saison 2018 wechselte Roman als Defense Coordinator zu den Saarland Hurricanes (GFL 2) und betreute danach die Verteidigung der Elmshorn Fighting Pirates. Mit Elmshorn gewann er 2019 den Meistertitel in der Nordstaffel der GFL2, zur 2020er Saison schloss er sich dem Trainerstab des Zweitligisten Rostock Griffins an, um sich dort ebenfalls um die Verteidigung zu kümmern.
2016 wurde Roman in seinem Heimatland in die „NJCAA Football Coaches Association Hall of Fame“ aufgenommen. Roman hat ein Buch sowie mehrere Videos über American-Football-Taktik veröffentlicht.